# Pomiar
Pomiar – według współczesnej fizyki proces oddziaływania przyrządu pomiarowego z badanym obiektem, zachodzący w czasie i przestrzeni, którego wynikiem jest uzyskanie informacji o własnościach obiektu.
Pomiar jest to zespół czynności wykonywanych w celu ustalenia miary określonej wielkości fizycznej lub umownej, jako iloczynu jednostki miary oraz liczby określającej wartość liczbową tej wielkości, inaczej mówiąc porównywanie wartości danej wielkości z jednostką miary tej wielkości.
W naukach aktuarialnych i zarządzaniu ryzykiem stosowana jest definicja określająca pomiar jako wyrażoną ilościowo redukcję niepewności opartą na jednej lub więcej obserwacjach.

## Pomiar w świecie makroskopowym i mikroskopowym

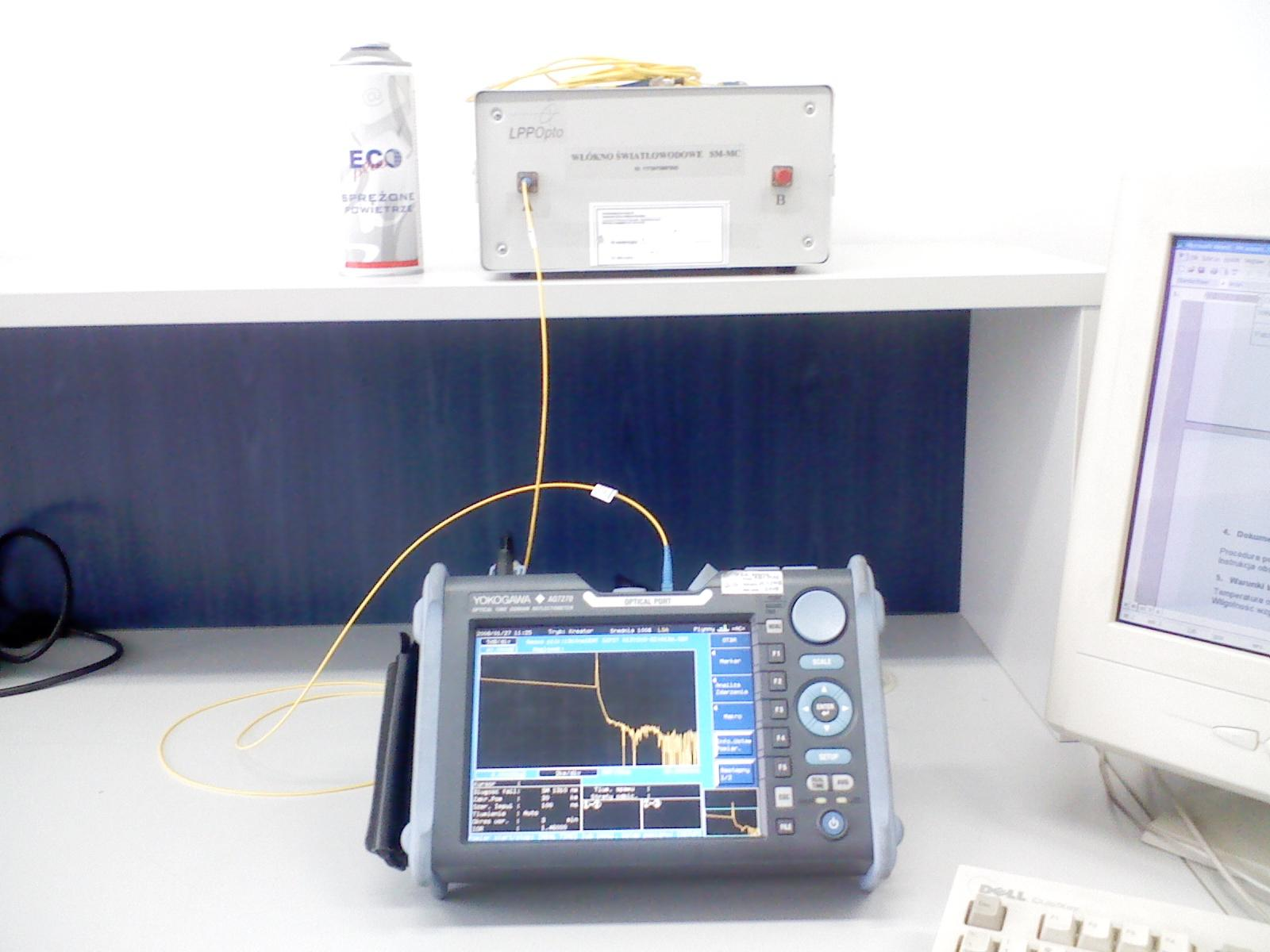
Stanowisko pomiarowe do wzorcowania reflektometrów optycznych – w tle wzorcowe włókno światłowodowe

Istnieją duże różnice między oddziaływaniem przyrządu z obiektami mikroskopowymi a makroskopowymi. Przypadek makroskopowy opisywany jest z pewną dokładnością za pomocą praw fizyki klasycznej. Główne założenie klasycznej teorii pomiaru: wartość uzyskana w trakcie pomiaru odzwierciedla pewna cechę układu fizycznego przed pomiarem (przykład poglądowy: samochód ma określoną prędkość, bez względu na to czy prędkościomierz działa, czy nie).
W mechanice kwantowej pomiar ma zupełnie inny charakter. Tradycyjne uzasadnienie tej odmienności jest następujące. W związku z dualizmem własności mikroobiektów, proces pomiaru jest nierozerwalnie związany z istotnym wpływem przyrządu na przebieg badanego zjawiska. Na przykład w celu określenia położenia elektronu należy go "oświetlić" światłem o możliwie wysokiej częstości. Na skutek zderzenia fotonu z elektronem pęd elektronu ulegnie zmianie o wielkość wynikającą z zasady nieoznaczoności. Stan obiektu ulega zmianie, co oznacza, że wpływ wywierany na obiekt jest istotny.
Bardziej nowoczesne podejście opiera się na fakcie, że stan układu kwantowego jest ustalany w wyniku pomiaru (stan układu po danym pomiarze, tzw. pomiarze typu von Neumanna, jest taki jaki powinien być aby dany wynik tego konkretnego pomiaru był deterministyczny; oznacza to, że powtórzenie pomiaru da taki sam wynik). Zatem jakikolwiek pomiar innego typu niż ten pierwotny, który został wykonany do ustalenia stanu początkowego układu, musi zmienić jego stan (bo określa go na nowo).
Przykład: pojedynczy foton pada na polaryzator, który przepuszcza tylko światło po polaryzacji liniowej, np. pionowej, oznaczany V. Zatem jeżeli ten foton przejdzie przez ten polaryzator stan jego polaryzacji będzie precyzyjnie określony, co formalnie zapisuje się jako |V>. Jeżeli foton napotka drugi układ optyczny, który przepuszcza tylko światło o polaryzacji kołowej prawoskrętnej, ozn. R, to zostanie przepuszczony z prawdopodobieństwem 50%. Ale jeżeli to rzeczywiście nastąpi, jego polaryzacja będzie już polaryzacją kołową prawoskrętną. Stan kwantowy jego polaryzacji to teraz |R>.

## Pomiar kwantowy a przeskoki kwantowe

Pomiary kształtu atomu wodoru po przeskokach kwantowych.

Eksperyment z dwiema szczelinami, gdzie pomiar punktowy kwantu (fotonu lub elektronu) za każdym razem był gdzie indziej na ekranie a wszystkie pomiary punktowe dały sumaryczny obraz w postaci prążków (interferencyjny) natury falowej z obu szczelin naraz.

Pomiar w fizyce kwantowej to dowolny proces w którym zjawisko kwantowe powoduje zmiany makroskopowe, ale inaczej niż pomiar rozumiany potocznie pomiar kwantowy nie wymaga udziału człowieka, ale jakiegokolwiek detektora, który będzie miał wpływ na to zjawisko kwantowe, czyli będzie w stanie mieszanym z tym zjawiskiem kwantowym, więcej czytaj dekoherencja środowiskowa. Jest więc skutkiem oddziaływania kwantów na świat makroskopowy, tj. tzw. przeskoku kwantowego umożliwiającego detekcję. Wszystkie przeskoki kwantowe, takie jak przeskoki między poziomami energetycznymi w atomach, pojawiają się tylko wtedy gdy zostają wykryte makroskopowo. To natychmiastowe przejście całego rozciągłego kwantu z jednej konfiguracji, czyli stanu, w inny stan kwantowy. Stan kwantowy jest stanem niezdeterminowanej superpozycji natury falowej i zgodnie z wynikami badań nie ma żadnych cząstek elementarnych, a tylko kwanty, które można wykryć jako pomiar w postaci "cząstki" po przeskoku kwantowym. Przykładem są przeskoki kwantowe w atomach polegające na natychmiastowym przejściu w inny stan zawartych w atomie elektronów. Zostały one zaobserwowane przez kilka grup doświadczalnych i rzeczywiście są natychmiastowe. Zasada zachowania energii wymaga by atom emitował przy tym lub pochłaniał foton bądź jakąkolwiek inną postać energii. Inne przykłady obejmują rozpad jądrowy, czy kolaps punktowy kwantu na ekranie, tak jak w eksperymencie z dwiema szczelinami.

## Rodzaje pomiarów
- Pomiar ciągły – rodzaj pomiaru, dostarczającego wyniki w sposób ciągły. Wyniki te mogą być dostępne na bieżąco (np. prędkościomierz w pojeździe mechanicznym) lub z pewnym opóźnieniem (np. termometr pokojowy reagujący z opóźnieniem na zmiany temperatury)

- Pomiar dyskretny (łac. discretus – oddzielny) – rodzaj pomiaru dostarczającego wyniki w sposób nieciągły. Pomiar ten może być prowadzony w sposób cykliczny lub nieregularny. Przykładem tego typu pomiaru jest kontrola poziomu oleju w samochodzie przy pomocy bagnetu lub pomiar temperatury ciała termometrem lekarskim.